# Manuel Ángeles Ortiz
Manuel Ángeles Ortiz (Jaén, 13 de enero de 1895-París, 4 de abril de 1984) fue un pintor, escenógrafo y ceramista español perteneciente a la generación del 27.

## Biografía

### Generación del 27
Desde los tres años vivió en Granada, acudiendo en su juventud a la tertulia de El Rinconcillo en el Café Alameda de Granada, donde se relacionó, entre otros, con Ismael González de la Serna, Francisco y Federico García Lorca, de quien fue uno de sus mejores amigos, Melchor Fernández Almagro, Manuel de Falla, José Acosta Medina, José Mora Guarnido, el ingeniero de caminos Juan José Santa Cruz, Constantino Ruiz Carnero, Antonio Gallego Burín, Francisco Soriano, Miguel Pizarro, José y Manuel Fernández Montesinos, Hermenegildo Lanz y Ángel Barrios. 
Ilustró numerosos libros poéticos de la generación del 27 y fue amigo además de Rafael Alberti. De él dijo José Bergamín, haciéndose eco de las propias palabras de Lorca al presentar una exposición suya en 1933, que era el que pintaba como Lorca cantaba en poesía y el que decía pintando lo que Federico en sus versos. Se formó estéticamente en Granada, en el taller de José Larrocha, y en la Escuela de Artes y Oficios con los pintores José María Rodríguez-Acosta y López Mezquita. En Madrid estuvo desde 1912 en el taller de Cecilio Pla. Estos inicios se encuentran marcados por el naturalismo, por Ignacio Zuloaga, las pinturas costumbristas, sus juveniles asimilaciones del colorismo postimpresionista y unos tempranos visos de cubismo a través de Daniel Vázquez Díaz.

### Vida en París
Viaja por primera vez a París a fines de 1920 y allí estudia en la Grande Chaumière. Pronto casado y viudo, de regreso a Granada desde Madrid con su pequeña hija Isabel Clara, preparó en 1922 el histórico «Concurso de Cante Jondo» con Federico —de quien surgió la idea—, con Manuel de Falla y otros artistas e intelectuales. A él le encargaron el cartel anunciador, un grabado en que rompía la tradición costumbrista granadina y utilizaba un nuevo lenguaje plástico. Se instala definitivamente en París ese mismo año de 1922, y allí se adhiere a la estética del cubismo para, posteriormente, combinarlo con lenguajes abstractos y surrealistas. Mantuvo allí una íntima amistad con Picasso y se casó con Jeanne Brigitte Badin.
Realiza su primera exposición en la galería Les Quatre Chemins de París (1926) y hace una intensa vida social; estrechó su relación con Pettoruti y Juan Gris, se introdujo en la agitada vida social de los condes de Beaumont, expuso en las galerías Berger y Vavin-Raspail, y realizó decorados para piezas musicales de Manuel de Falla, Erik Satie y Poulenc. Desde Madrid, Gabriel García Maroto le pidió tanto su participación en la primera exposición de la Sociedad de Artistas Ibéricos como la coordinación de la presencia de los renovadores españoles residentes en París, la llamada Escuela de París, intrada por él mismo, Picasso, Juan Gris, Joan Miró, María Blanchard, Daniel Vázquez Díaz, Maruja Mallo, Óscar Domínguez, Pancho Cossío, Francisco Iturrino, Juan de Echevarría, Manuel Colmeiro, Hernando Viñes, Francisco Bores, Celso Lagar, Ismael de la Serna, Joaquín Peinado, etc. Sin que sepamos por qué, seguramente por su apretada agenda de compromisos, el artista no concurrió a tan importante cita madrileña; participó sin embargo a las muestras de Copenhague (1932) y Berlín (1933), y en 1929 participa en la muestra Pintores y escultores españoles residentes en París (1929) del Jardín Botánico; en 1930, en la de Arquitectura y Pintura Modernas de San Sebastián, etc. Su amistad con Luis Buñuel le lleva a participar como actor en el rodaje de La edad de oro; en esta película desempeña el papel del guardabosques de los Marqueses de X, destacando que en un momento de irritación dispara su escopeta contra su hijo; se trata de una representación, dentro del clásico surrealista, del mito de Guillermo Tell. Cuando regresa a España, en 1932, colabora por ejemplo en el Grupo de Arte Constructivo.
Se conserva poca obra cubista y neoclásica de Manuel Ángeles Ortiz, aunque los ejemplos y las reproducciones que han pervivido son suficientes para estimar su importante alcance. Mayor es aún este problema con respecto a su producción entre 1927 y 1936, pues prácticamente todo su trabajo de estos años se encuentra aún en paradero desconocido. Fue uno de los primeros creadores españoles en interesarse por la abstracción óptica y geométrica derivada del cubismo, se acercó de una manera casi hermética y extremadamente personal a los entornos de lo surreal y realizó toda una importante serie de retratos en la tónica del realismo moderno.

### Guerra civil y exilio
En 1932, el artista regresó a Madrid y trabajó en proyectos de las Misiones Pedagógicas, especialmente con La Barraca. Comprometido con la causa republicana, en la guerra civil se vinculó con la Alianza de Intelectuales Antifascistas y estuvo presente en el pabellón de la II República española de la Exposición Internacional de París de 1937. Tras ser liberado en 1939 de un campo de concentración en el sur de Francia, por intervención de Picasso, el exilio le llevó a París y a la Argentina; residió allí en Buenos Aires, pero marchó una temporada a la Patagonia; en las orillas del lago Nahuel Huapí recogió piedras y maderas fosilizadas, transformadas durante millones de años.
En su prolongada estadía en Buenos Aires, realizó muchos trabajos como ilustrador, fundamentalmente para la Editorial Losada. El Museo del Dibujo y la Ilustración de Buenos Aires guarda en sus colecciones algunos originales. 
En Argentina permaneció hasta 1948, en que marchó de nuevo a París, donde se reencuentra con Picasso y con él comienza a practicar la cerámica y elabora series como La mujer sentada. En esos años introduce en algunas obras el uso del collage utilizando papeles recortados. Desde 1958 se le permitió visitar España y se reencuentra con la Granada de su infancia y juventud, lo que marcó poderosamente su pintura. En 1981, el Ayuntamiento de Jaén le concedió la Medalla de Oro de la Ciudad y lo hizo Hijo Predilecto y ese mismo año recibió el Premio Nacional de Artes Plásticas; murió en París en 1984.
La mayor parte de su obra, con algún interludio surrealista, puede clasificarse dentro de una especie de «cubismo lírico» o incluso «cubismo jondo», como puede calificarse buena parte de su obra a causa de la constante presencia de esencias poéticas en la misma, a pesar de la influencia del cubismo, de la abstracción y de la experiencia constructiva de Torres García. Cultivó la linografía, la litografía y el aguafuerte. La ciudad de la Alhambra constituyó a lo largo de toda su vida quizás la más perdurable pasión, según se advierte a partir de la segunda mitad del decenio de los cincuenta, cuando se reencuentra con la ciudad de su infancia y adolescencia, convirtiéndola en protagonista indiscutible de algunos de los ejemplos más logrados de su pintura y de su obra gráfica. Destaca en especial por su extraordinaria capacidad de síntesis, con una clara tendencia a eliminar enunciados reiterativos y adherencias anecdóticas innecesarias. Ilustró numerosos libros de escritores del 27 y fue colaborador gráfico de La Gaceta Literaria, de Gallo y de Martín Fierro.
Una de las características principales  será la realización de series en las que desarrolla un mismo tema durante largos períodos de tiempo.  De temática granadina destacan el barrio del Albaycin, los Campos de Granada, los Nocturnos granadinos y los Paseos de cipreses del Generalife. Por otro lado desarrolla series de Homenaje al Greco,  Cabezas y Cabezas múltiples, Perfiles, Sombras luminosas, o su última gran serie Misteriosa Alhambra.
En la actualidad, su obra se encuentra representada en numerosos museos nacionales e internacionales, entre ellos, el Museo Reina Sofía, el MoMA y el Musée de Grenoble.